# La bahía del silencio
La bahía del silencio es una canción de Amaia Montero, novena en su disco homónimo.

## Acerca de la canción
Esta canción trata sobre alguien que va perdiendo la inocencia sin que uno quiera y después es otra persona «Que te hace olvidar que un día murió la edad de la inocencia y anunció los lados oscuros del dolor». Trata también de cuando alguien se siente solo, a pesar de estar rodeado de gente, pero que en tu interior no significan nada.
En una parte habla sobre su decisión de ser solista, «Hoy, intentas que te traiga sin cuidado, lo que una vez pensaron los demás planeando una huida hacia adelante».
- Datos: Q5661773